# Mehama (Oregon)
Mehama is een plaats (census-designated place) in de Amerikaanse staat Oregon, en valt bestuurlijk gezien onder Marion County.

## Demografie
Bij de volkstelling in 2000 werd het aantal inwoners vastgesteld op 283.

## Geografie
Volgens het United States Census Bureau beslaat de plaats een oppervlakte van 1,3 km², waarvan 1,2 km² land en 0,1 km² water.

## Plaatsen in de nabije omgeving
De onderstaande figuur toont nabijgelegen plaatsen in een straal van 20 km rond Mehama.